# Христо Данов (бизнесмен)
Вижте пояснителната страница за други личности с името Христо Данов.
Христо Данов е български бизнесмен.

## Биография
Роден е на 1 януари 1954 г.
През 80-те години е счетоводител в „Кореком“.
В началото на 90-те години е президент на Ботев (Пловдив), в периода 1993-95 оглавява Българския футболен съюз, след като наследява на поста Валентин Михов. По-късно Данов е разследван за фалита на Агробизнесбанк и прекара близо четири месеца в следствения изолатор през 1999 г., последвани от домашен арест.
През ноември 2006 г. сензационно обявява в интервю, че българите са били подпомогнати на мача с Франция през 1993 г., когато България побеждава с 2:1 и се класира за световното първенство през 1994, където достига най-големия си успех – четвърто място.
През 2007 г. се връща в българския футбол след 12-годишно прекъсване. Заема се с възстановяването на отбора на град Баня, който прекратява съществуването си през 2004 г. В същия град изгражда оранжерии за краставици, но бизнесът му фалира през 2012 г. Първоначалната цена е 3 570 000 лева, а оранжериите са собственост на „Булком плюс“ ЕООД, чийто едноличен собственик е Данов.
Данов е собственик за известен период и на спортния вестник „Гол“, издаван в Пловдив, и направи неуспешен опит да купи вестник „Футбол“, ведомствено издание на БФС от края на 80-те години.
Има трима синове. Двама от тях близнаци, които опитват да изградят кариери на футболисти.
Умира на 11 ноември 2020 г.